# Okręg wyborczy West Lancashire
Okręg wyborczy West Lancashire powstał w 1983 roku i wysyła do brytyjskiej Izby Gmin jednego deputowanego. Okręg obejmuje niemal cały dytrykt West Lancashire, z wyjątkiem północnego skrawka, należącego do okręgu South Ribble.

## Deputowani do brytyjskiej Izby Gmin z okręgu West Lancashire[2]
- 1983–1992: Ken Hind, Partia Konserwatywna
- 1992–2005: Colin Pickthall, Partia Pracy
- 2005–    : Rosie Cooper, Partia Pracy